# Burn Halo
Burn Halo é uma banda estado-unidense de rock de Orange County, Califórnia.

## História

### O início (2007)
James Stephen Hart era o vocalista e frontman da banda Eighteen Visions que acabou em abril de 2007. Após o fim da banda que tinha 10 anos de estrada, Hart redirecionou sua criatividade e talento em algo que representasse suas habilidades e ideias. Sem perder tempo, Hart fez um acordo com a Island/Def Jam e começou a trabalhar quase imediatamente com o compositor Zac Maloy no que viria a se tornar o primeiro disco do Burn Halo, que é homônimo.
Entre maio e outubro de 2007, Hart fez uma longa caminhada até Tulsa em Oklahoma para escrever com Maloy, solidificando seu objetivo sobre como a sonoridade deveria ser e focando em escrever canções que construiriam um álbum balanceado. Seu objetivo era escrever um álbum com apelo comercial mas que tivesse pegadas de Rock N' Roll clássico e uma vibe dos anos 1980, algo que ele nunca teve antes.
James Hart gravou o álbum entre outubro e novembro de 2007 com Maloy de produtor com ajuda de músicos de alto nível que incluíam o baterista do Nickelback, Daniel Adair, o baixista original do Jane's Addiction, Chris Chaney e o guitarrista Neil Tiemann que toca junto com o vencedor do American Idol, David Cook e também algumas contribuições do guitarrista solo da banda Avenged Sevenfold, Synyster Gates. No estúdio, Zac Maloy ajudou muito Hart a ter a melhor performance vocal possível quando chegou finalmente a hora de gravá-los. Como vocalista, ele pode levar a voz aonde James queria e como queria, colocando uma característica marcante na voz de Hart.
O resultado foi uma coleção dinâmica de músicas que chamam a atenção de quem ouve. James Hart descreve a faixa Save Me como a música mais pesada do álbum e o primeiro single, Dirty Little Girl, conta com a participação de Synyster Gates, guitarrista solo da banda Avenged Sevenfold. Também há uma balada no álbum, Here With Me. James Stephen Hart diz que as músicas descrevem a vida real, e que por influência da música country que segundo ele descreve bem isso, ele procurou escrever sobre situações como a perda de um amigo ou uma fase difícil na vida de algúem. Ele quis que as músicas fossem de fácil compreensão e que quem as escutasse soubesse no exato momento, a mensagem que ele queria passar.

### Burn Halo & Dirty Little Girl (2008 - atualmente)
Após o álbum estar completo, no começo de 2008, a Island Records decidiu não lançar o álbum do Burn Halo, deixando Hart com o duro trabalho de achar uma nova gravadora para lançar o primeiro álbum de seu projeto que inicialmente seria carreira solo que depois veio a se tornar uma banda. O empresário do Burn Halo, Bret Bair acabou por formar sua própria gravadora, a Rawkhead Rekords em parceria com a Warner Music Group para lançar o álbum. James Hart passou o resto de 2008 inteiro procurando membros para a sua banda de turnê que no futuro ajudarão ele a escrever e gravar os próximos álbuns do Burn Halo. Com Aaron Baylor no baixo, Joey Roxx na guitarra solo, Allen Wheeler na guitarra base e Ryan Folden na bateria, a formação da banda estava completa. O Burn Halo também é endorsado pela marca de guitarras, Schecter Guitar Research e pela marca de bateria, DDrum.
Em 2008, a banda teve sua música Save Me presente no jogo de video-game WWE SmackDown vs. Raw 2009. Em dezembro do mesmo ano, mais uma música com Synyster Gates foi lançada, Anejo e o Burn Halo fez seus primeiros shows em turnê com o Avenged Sevenfold pelos Estados Unidos. O clipe oficial de Dirty Little Girl saiu no dia 25 de fevereiro de 2009 com participação de Synyster Gates e o álbum Burn Halo, auto intitulado, saiu oficialmente em 31 de março de 2009.
Em pouco tempo, a banda mudou sua formação duas vezes, saindo o guitarrista Allen Wheeler e o baterista Ryan Folden para a entrada de Brandon Lynn na Guitarra Base e Timmy Russel na bateria.
Recentemente foi anunciada a saída de Timmy Russel. Poucos dias depois, Dillon Ray foi anunciado como novo baterista da banda.
A banda está em turnê de estréia pelos Estados Unidos e já tocou ao lado de bandas como Avenged Sevenfold, Mudvayne, Korn, Papa Roach e The Used.

## Discografia

### Álbuns de estúdio
- 2009 - Burn Halo
- 2011 - Up from the Ashes
- 2015 - Wolves of War

### Singles
| Ano  | Música              | US Main. | Álbum             |
| ---- | ------------------- | -------- | ----------------- |
| 2009 | "Dirty Little Girl" | 19       | Burn Halo         |
| 2010 | "Save Me"           | 36       | Burn Halo         |
| 2011 | "Tear It Down"      | 35       | Up from the Ashes |

## Videografia
- Dirty Little Girl (Fevereiro de 2009) - feat. Synyster Gates (Avenged Sevenfold)
- Tear it Down (Julho de 2011)

## Integrantes
- James Hart - vocal
- Joey Roxx - guitarra solo
- Chris Paterson - guitarra base
- Ryan Frost - baixo e vocal de apoio
- Sonny Tremblay - bateria

### Ex-integrantes
- Timmy Russel - bateria
- Ryan Folden - bateria
- Allen Wheeler - guitarra base
- Neal Tiemann - guitarra
- Brandon Lynn - guitarra base
- Aaron Baylor - baixo e vocal de apoio
- Dillon Ray - bateria